# Ibrahim Bahr al-Ulum

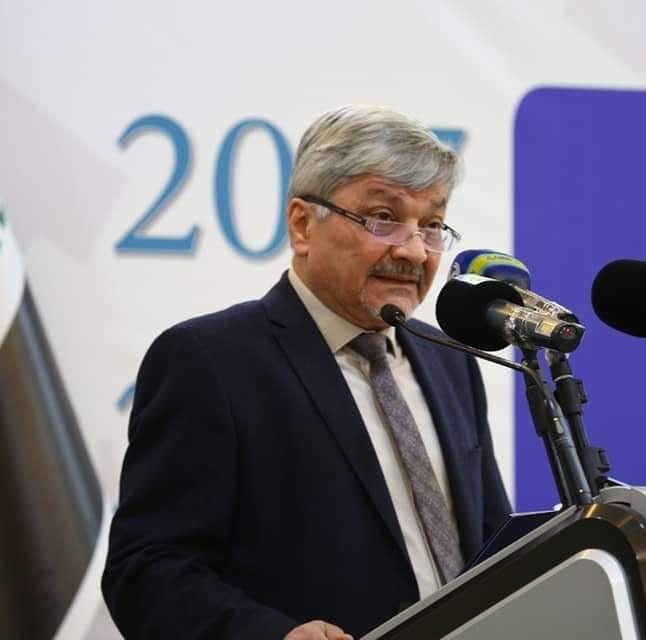
Ibrahim Bahr al-Ulum

Ibrahim Bahr al-Ulum (arabisch إبراهيم بحر العلوم, DMG Ibrāhīm Baḥr al-ʿUlūm; * 1954), ein Schiit, war Ölminister des Irak.

## Leben
Er ist der Sohn des hochangesehenen schiitischen Klerikers Muhammad Bahr al-Ulum aus Nadschaf. Er promovierte als Ölingenieur an der Universität von New Mexico und arbeitete an Ölprojekten in Großbritannien, den USA und Nordafrika mit.
Von September 2003 bis Juni 2004 war er Ölminister im irakischen Regierungsrat. In der neuen irakischen Regierung ist er im Kabinett des Ministerpräsidenten Ibrahim al-Dschafari ebenfalls Ölminister. Angeblich hat er ein gutes Verhältnis zu den USA.
Kurz nach seiner Ernennung versprach al-Ulum, seine Bemühungen auf die Steigerung der Ölförderung zu richten. Außerdem wolle er Anstrengungen unternehmen, die Treibstoffknappheit im Irak zu mildern.
| Personendaten    | Personendaten         |
| ---------------- | --------------------- |
| NAME             | Bahr al-Ulum, Ibrahim |
| KURZBESCHREIBUNG | Ölminister des Irak   |
| GEBURTSDATUM     | 1954                  |